# Bibiana Steinhaus
Bibiana Steinhaus-Webb, född 24 mars 1979 i Bad Lauterberg im Harz, är en inte längre aktiv tysk fotbollsdomare.
Steinhaus fick sin licens som forbollsdomare när hon var 16 år gammal och hon började efter studentexamen en utbildning till polis. Sedan 1999 var hon domare i Frauen-Bundesliga, sedan 2007 i 2. Bundesliga för herrar och sedan 2017 för herrarnas Bundesliga. Steinhaus dömde vid kvinnornas Europamästerskapen 2009 och 2013, vid kvinnornas Världsmästerskapen 2011 och 2015 samt vid Olympiska sommarspelen 2012 (kvinnornas spel).
Mellan säsongerna 2006/2007 och 2017/2018 fick hon sju gånger utmärkelsen Årets kvinnliga fotbollsdomare i Tyskland.
Sedan 2021 är Steinhaus gift med den tidigare fotbollsdomaren Howard Webb.